# 塔拉索韋 (盧茨克區)
50°45′27″N 25°15′44″E / 50.75750°N 25.26222°E
塔拉索韋（烏克蘭語：Тарасове），是烏克蘭的村落，位於該國西部沃倫州，由盧茨克區負責管轄，始建於1980年，面積0.18平方公里，海拔高度196米，2001年人口726，人口密度每平方公里4,148.57人。